# Musée historique de Montreux et de sa région

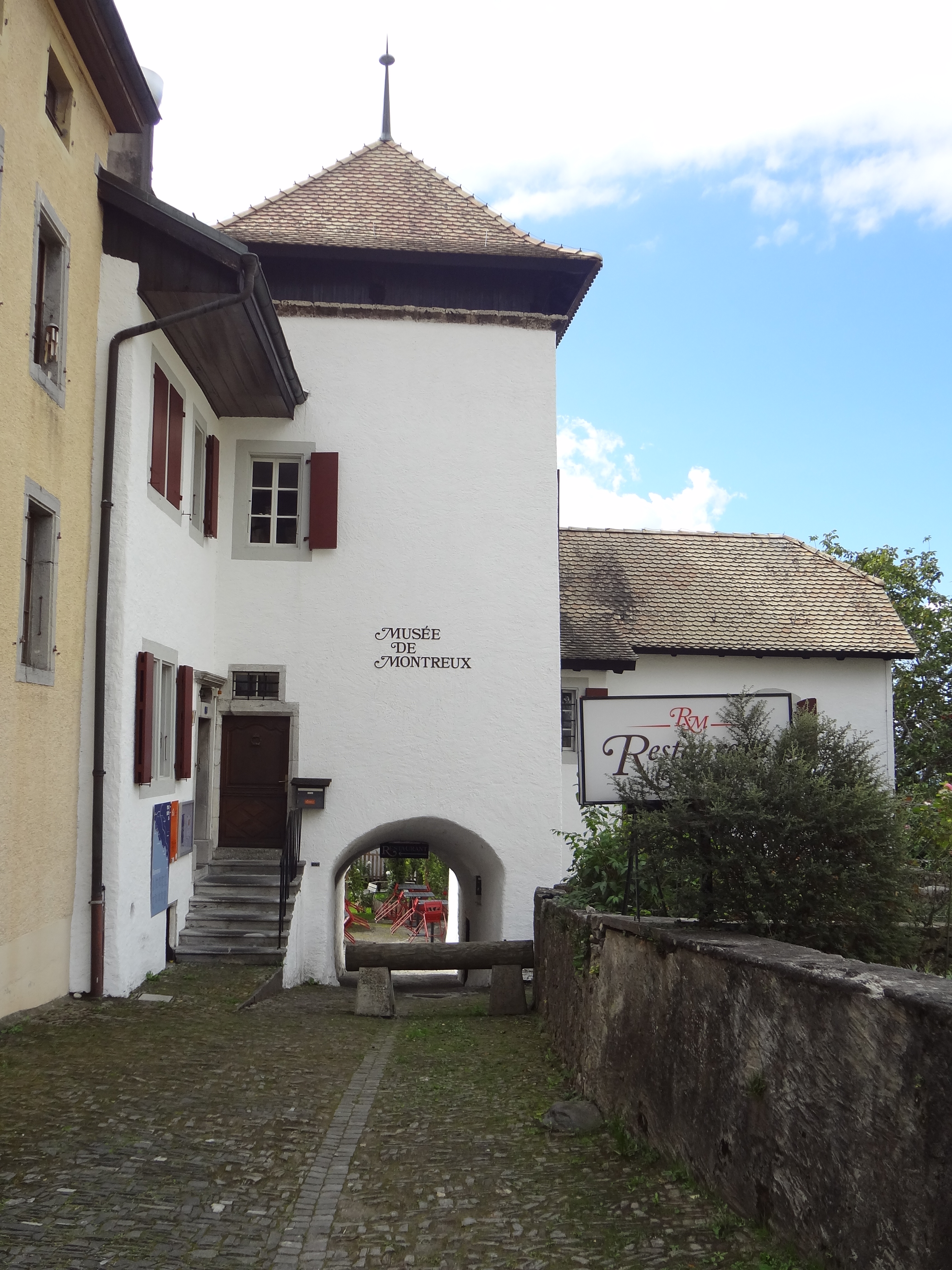
Eingangsbereich des Museums

Das Historische Museum von Montreux und seiner Region (französisch Musée historique de Montreux et de sa région) ist ein Museum in Montreux-Sâles, Schweiz. Es zeigt in 24 Stationen die Stadt- und Regionalgeschichte. Seine Sammlungen sind als Kulturgut von regionaler Bedeutung unter Schutz gestellt.

## Geschichte
Die Museumsgesellschaft wurde 1874 gegründet. Sie kaufte in den Jahren von 1914 bis 1920 verschiedene Gebäude im ehemaligen Winzerdorf Sâles an, um die ortsgeschichtlichen Sammlungen zu zeigen.

## Denkmalschutz
Die Sammlungen sind im Schweizerischen Inventar der Kulturgüter von regionaler Bedeutung (Kategorie B) eingetragen.

## Belege
1. ↑  KGS-Nr.: 8958

Koordinaten: 46° 26′ 2,8″ N, 6° 54′ 48,8″ O; CH1903: 559642 / 142666